# Le Fleix
Le Fleix – miejscowość i gmina we Francji, w regionie Nowa Akwitania, w departamencie Dordogne.
Według danych na rok 1990 gminę zamieszkiwało 1278 osób, a gęstość zaludnienia wynosiła 71 osób/km² (wśród 2290 gmin Akwitanii Le Fleix plasuje się na 339. miejscu pod względem liczby ludności, natomiast pod względem powierzchni na miejscu 615.).